# Пьетро да Кортона
Пьетро да Кортона, Пьетро Берреттини (итал. Pietro da Cortona, Pietro Berrettini; 1 ноября 1596, Кортона, Тоскана — 16 мая 1669, Рим) — выдающийся итальянский архитектор, рисовальщик, живописец-декоратор и теоретик искусства XVII века. Один из самых ярких мастеров эпохи барокко.
Пьетро да Кортона выработал особенный, «истинно барочный по духу и форме стиль плафонных росписей. Его вклад в этот вид искусства равносилен тому, что в эти же самые годы делал Джан Лоренцо Бернини в скульптуре и Франческо Борромини в архитектуре». Его картины и монументальные росписи «отличаются необычайной экспрессией, насыщенностью фигурами, иллюзорностью изобразительного пространства».

## Биография
Пьетро Берреттини (настоящее имя художника) родился в Кортоне 27 ноября 1597 года в семье каменщика Джованни ди Лука Берреттино (1561—1621) и Франчески Балестрари. В семье искусство каменщика и передавалось из поколения в поколение. Его отец был каменщиком и мастером-строителем, как и другие члены семьи, в том числе дядя Пьетро Франческо Берреттини (?—1608) и его сын Филиппо Берреттини (1582—1644), но Пьетро стал учиться живописи у флорентийца Андреа Коммоди (1560—1638), который работал в Кортоне с 1609 года и с которым он отправился в Рим в 1612 году, а затем у Санти ди Тито.
Примерно в 1611—1612 годах, в возрасте около 14 лет, Пьетро Берреттини из Кортоны прибыл в Рим в годы понтификата Павла V Боргезе (1605—1621), в десятилетие, когда курия особенно благосклонно относилась к тосканским художникам. Когда в 1614 году Коммоди покинул Вечный город и вернулся во Флоренцию, он доверил своего ученика живописцу Баччо Чарпи да Барга, у которого юноша завершил свое обучение. По настоянию своих учителей Кортона изучал в Риме произведения античности — монументы, рельефы и статуи, а также картины художников предыдущего столетия: от Микеланджело и Рафаэля до Полидоро да Караваджо.

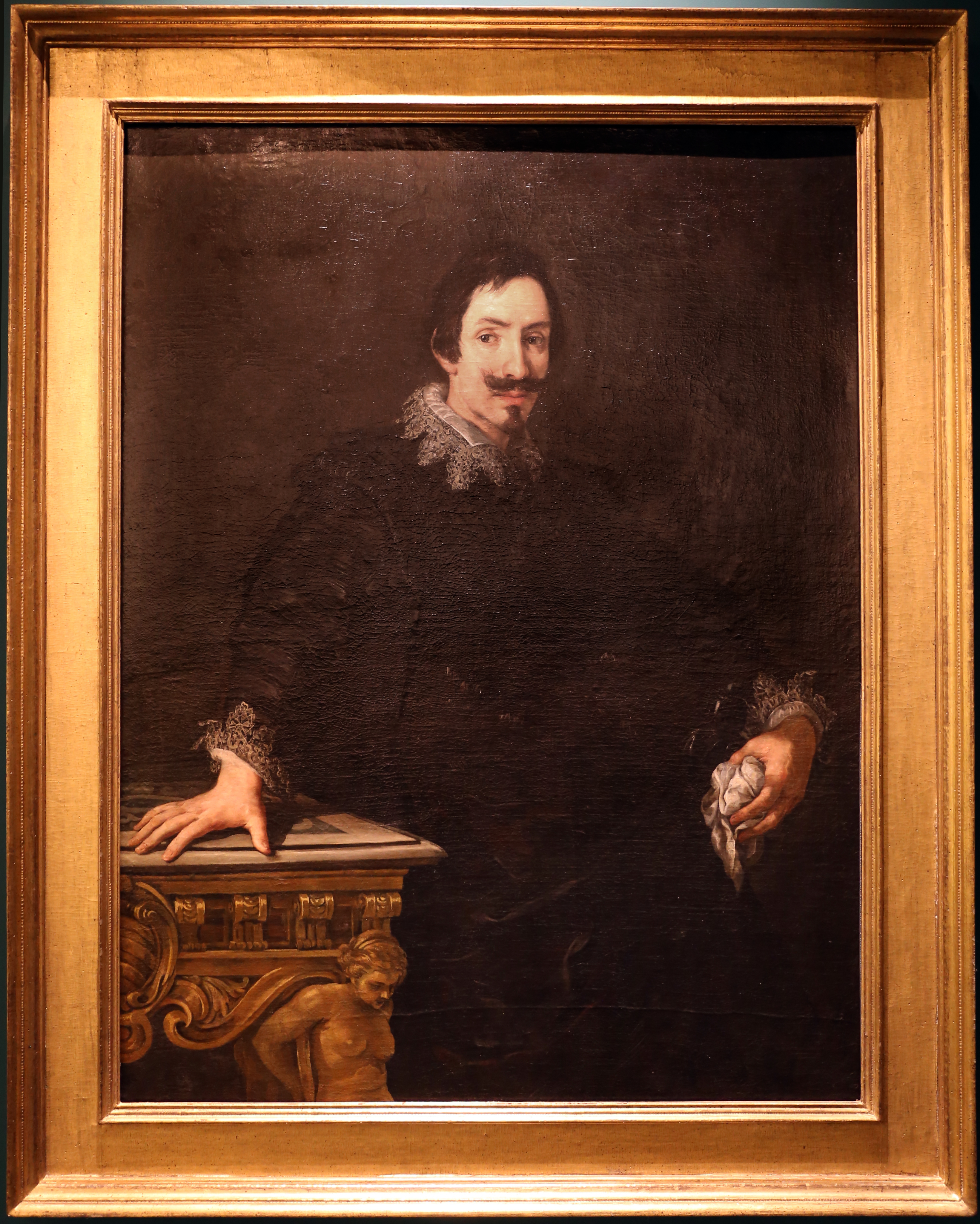
Пьетро да Кортона. Портрет Марчелло Саккетти, покровителя художника. Галерея Боргезе, Рим

Пьетро да Кортона работал в Риме для семьи Маттеи, затем, при понтификате Урбана VIII, по заказам папской семьи Барберини, благодаря чему укрепил своё положение в качестве одного из самых важных художников своего времени; во Флоренции выполнял заказы Медичи, затем — римской семьи Памфили при Иннокентии X Киджи; работал при папе Александре VII и, наконец, для семьи Роспильози при Клименте XI Альбани. Самые ранние картины маслом Кортоны представляют собой копии фресок Рафаэля с изображением Галатеи на вилле Фарнезина и «Мадонн» Тициана.
Решающее значение для его ранней карьеры имело знакомство с маркизом Марчелло Саккетти, для которого он написал ряд картин в начале 1620-х годов, в том числе «Жертвоприношение Поликсены» и «Триумф Вакха» (в Капитолийских музеях в Риме). Через Саккетти он также познакомился с поэтом Джамбаттистой Марино.
Начиная с начала 1630-х годов он смог установить деловые отношения с папой Урбаном VIII (первая встреча с папой состоялась около 1626 года). Папа поручил Пьетро да Кортоне украсить фресками римскую церковь Санта-Бибиана, которая была только что перестроена Джан Лоренцо Бернини. Таким образом, вместе с Бернини, с которым он часто встречался, Пьетро да Кортона оказался в самом центре формирования новой барочной эстетики римских понтификов.
8 января 1634 года Пьетро да Кортона был избран президентом Академии Святого Луки в Риме. В эти годы он уже имел большую мастерскую в Риме и в больших картинах поручал доработку деталей своим ученикам. После смерти Гвидо Рени в 1642 году Пьетро да Кортона перебрался в Болонью, где стал главой местной живописной школы. С 1641 по 1647 год Кортона работал во Флоренции, писал фрески в Палаццо Питти. Вернувшись в Рим в 1648 году, расписывал церковь Санта-Мария-ин-Валичелла.

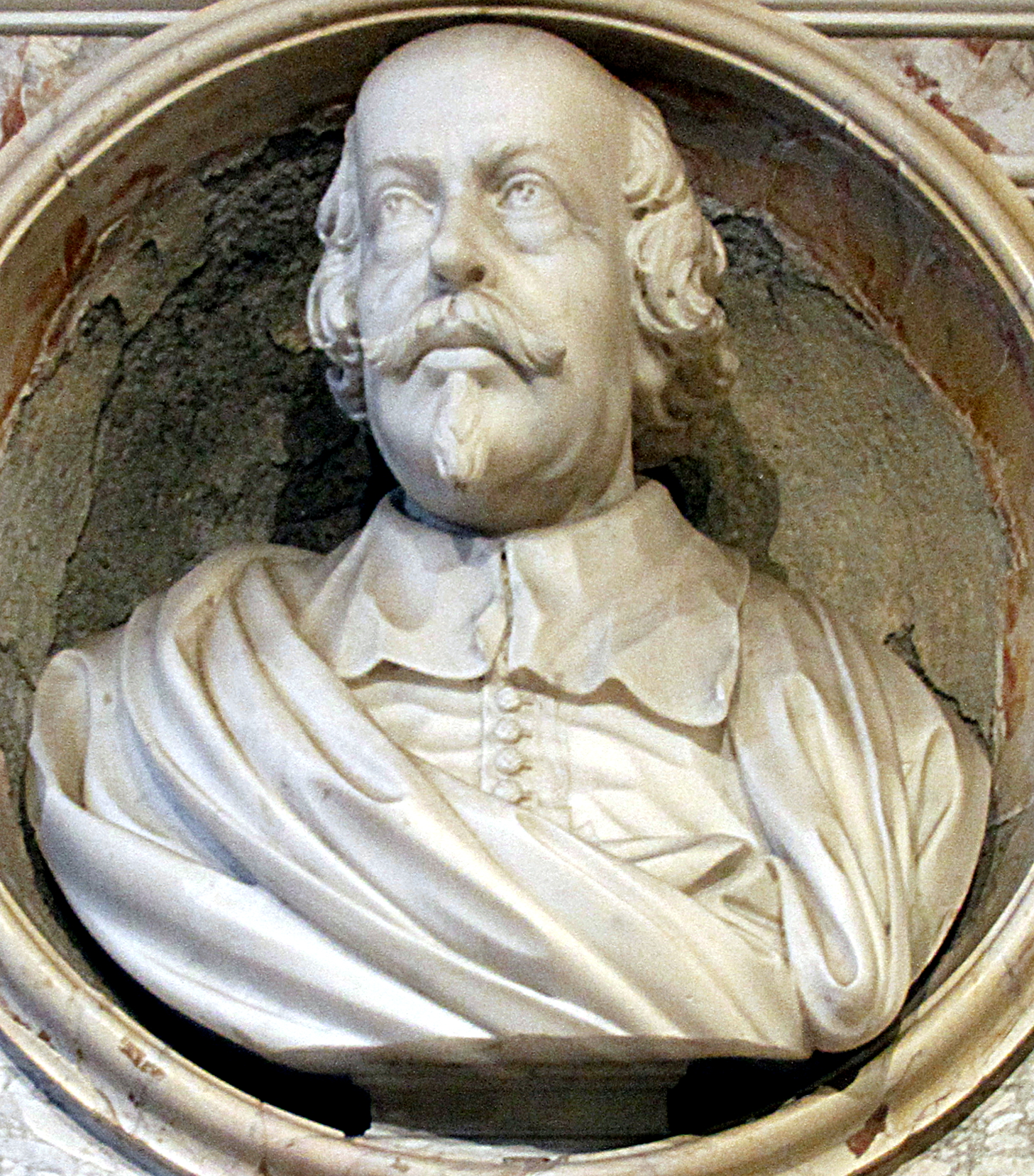
Бюст Пьетро да Кортоны. Надгробие художника в крипте церкви святых Луки и Мартины. Рим

Пьетро да Кортона умер от подагры 16 мая 1669 года в возрасте семидесяти двух лет, найдя погребение, согласно своей воле, в своём любимом месте, в церкви Святых Луки и Мартины на Римском форуме, которую сам и построил в предыдущие годы. Кортона, считавший эту церковь своим любимым детищем, создал на свои средства подземную капеллу (succorpo), снабдил её драгоценной утварью, оставив по завещанию своё наследство (6 750 скуди) на службу церкви. В Академии составили памятную надпись, высеченную в мраморе, увенчанную бюстом художника, которую можно прочитать до настоящего времени.
Среди учеников художника в его римской мастерской были Франческо Романелли, Джованни Мария Ботталла, Чиро Ферри, а также Джачинто Джиминьяни (отец Людовико Джиминьяни), Гульельмо Кортезе, которого называли «иль Боргоньоне», и Джованни Вентура Боргези, учеником и помощником был Козимо Фанчелли.

## Творчество
Талант Пьетро да Кортоны был ранее других замечен папой Урбаном VIII Барберини, который стал его основным покровителем. В свою живописную манеру, основанную на принципах классицизма и маньеризма мастеров болонской школы, и подражании братьям Карраччи, он привнёс живые, полные фантазии детали, динамичные ракурсы, часто заимствованные из поздней античной скульптуры.
В архитектуре Пьетро да Кортона создал несколько зданий, которые стали классическим образцом для мастеров следующего поколения позднего барокко: Церковь святых Луки и Мартины (Santi Luca e Martina) на Римском форуме (1635—1650), вилла Саккетти (1625—1630). В церкви Санта-Мария-ин-Виа-Лата (Виа Лата — старое название улицы Корсо) Пьетро да Кортона предусмотрел верхний ярус фасада (1658—1662), возвышающийся над соседними домами и напоминающий древнеримскую триумфальную арку.
Для церкви Санта-Мария-делла-Паче поблизости от Пьяцца Навона архитектор в 1655—1657 годах создал выдающуюся, но типичную для стиля барокко, композицию: полуциркульную колоннаду на ступенчатом подиуме с неравномерно поставленными, слегка сдвоенными колоннами. При взгляде с улицы, в ракурсе, аритмичность колонн усиливается, создавая истинно барочное впечатление. В верхней части фасада также по-барочному контрастно сочетаются выпуклые и вогнутые поверхности, колонны и пилястры, треугольный и лучковый фронтоны. Принцип сочетания различных тем и мотивов в одной композиции Пьетро да Кортона развивал и далее.
Последней важной архитектурной работой было строительство купола церкви Сан-Карло-аль-Корсо, начатое в 1668 году и завершённое после смерти архитектора, четвёртого по величине в Риме того времени после куполов Пантеона, собора Сан-Пьетро работы Микеланджело и церкви Сант-Андреа-делла-Валле Карло Мадерны. Пьетро да Кортона также участвовал в оформлении площади Четырёх фонтанов в Риме.

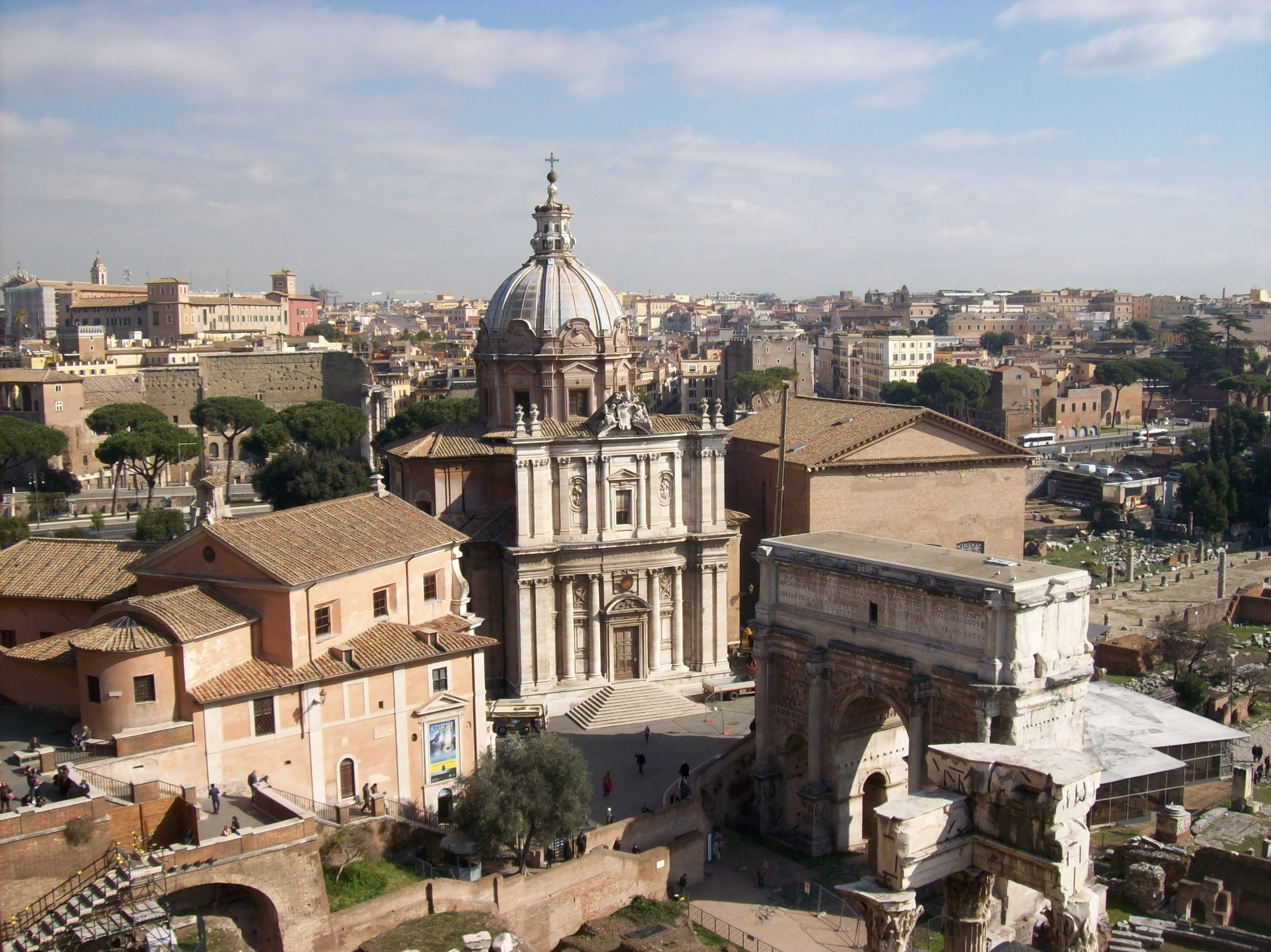
Церковь святых Луки и Мартины на Римском форуме. Вид с Табулария. 1635—1650
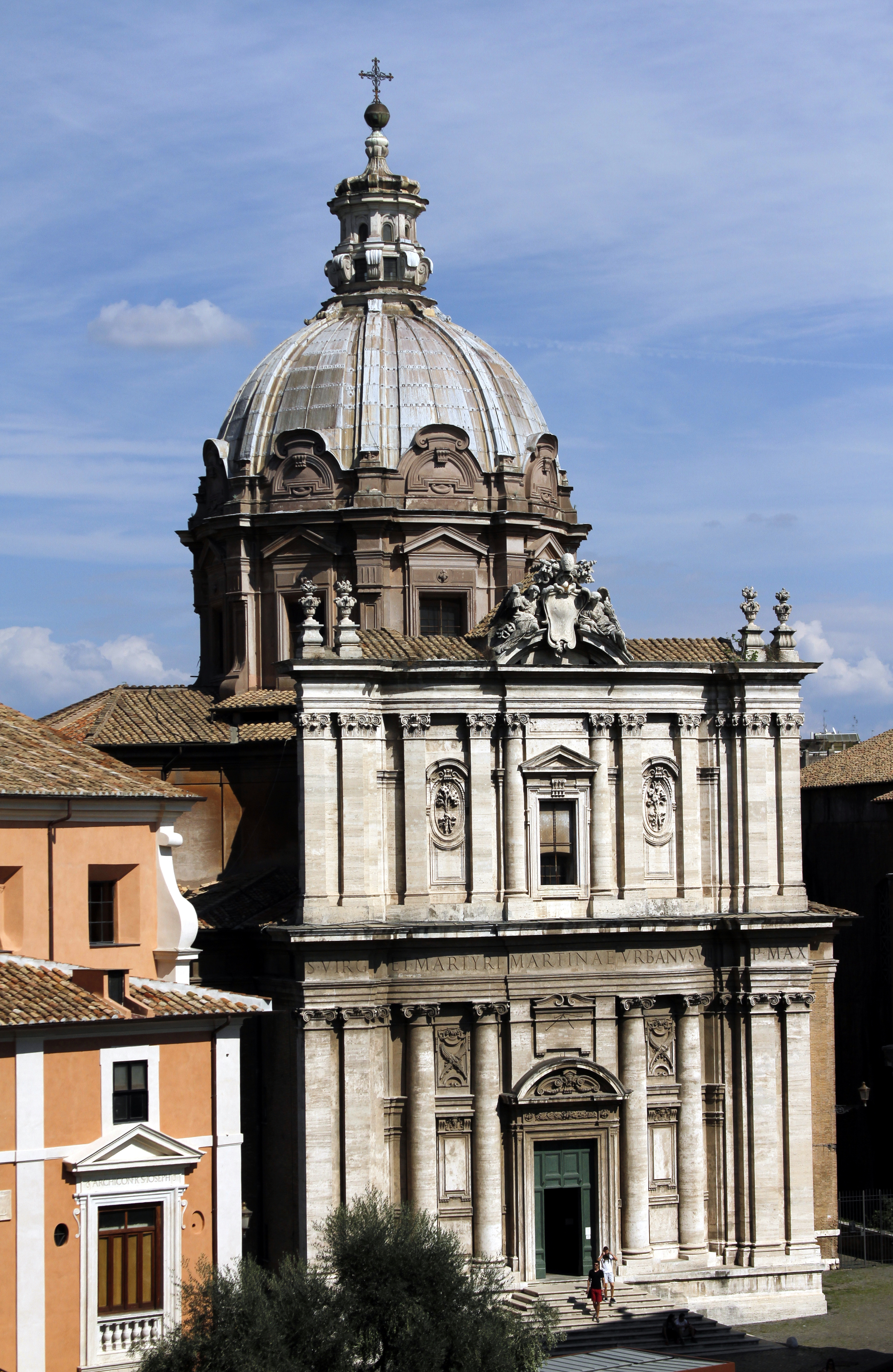
Церковь святых Луки и Мартины. Фасад
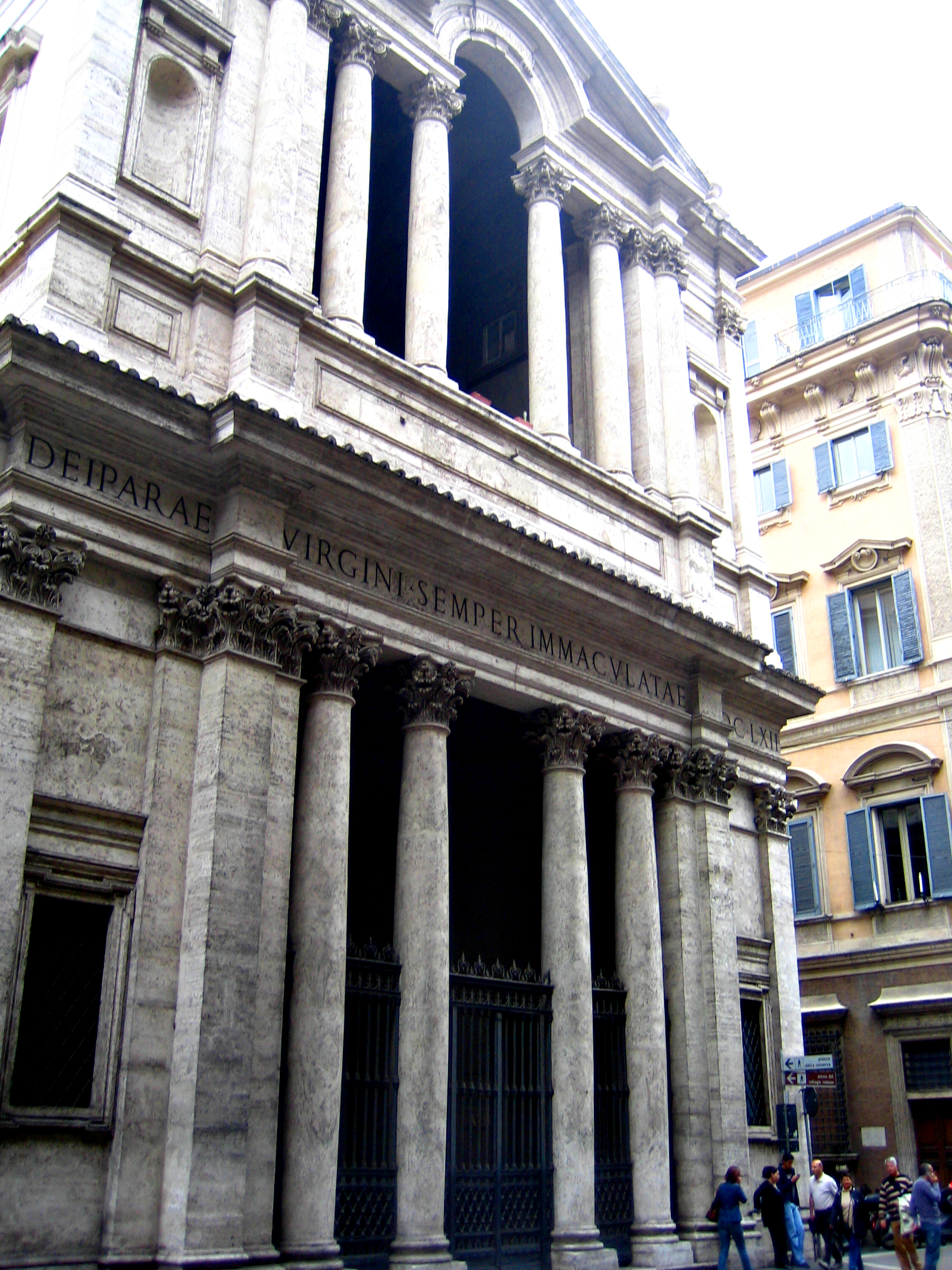
Церковь Санта-Мария-ин-Виа-Лата на улице Корсо. 1658—1662
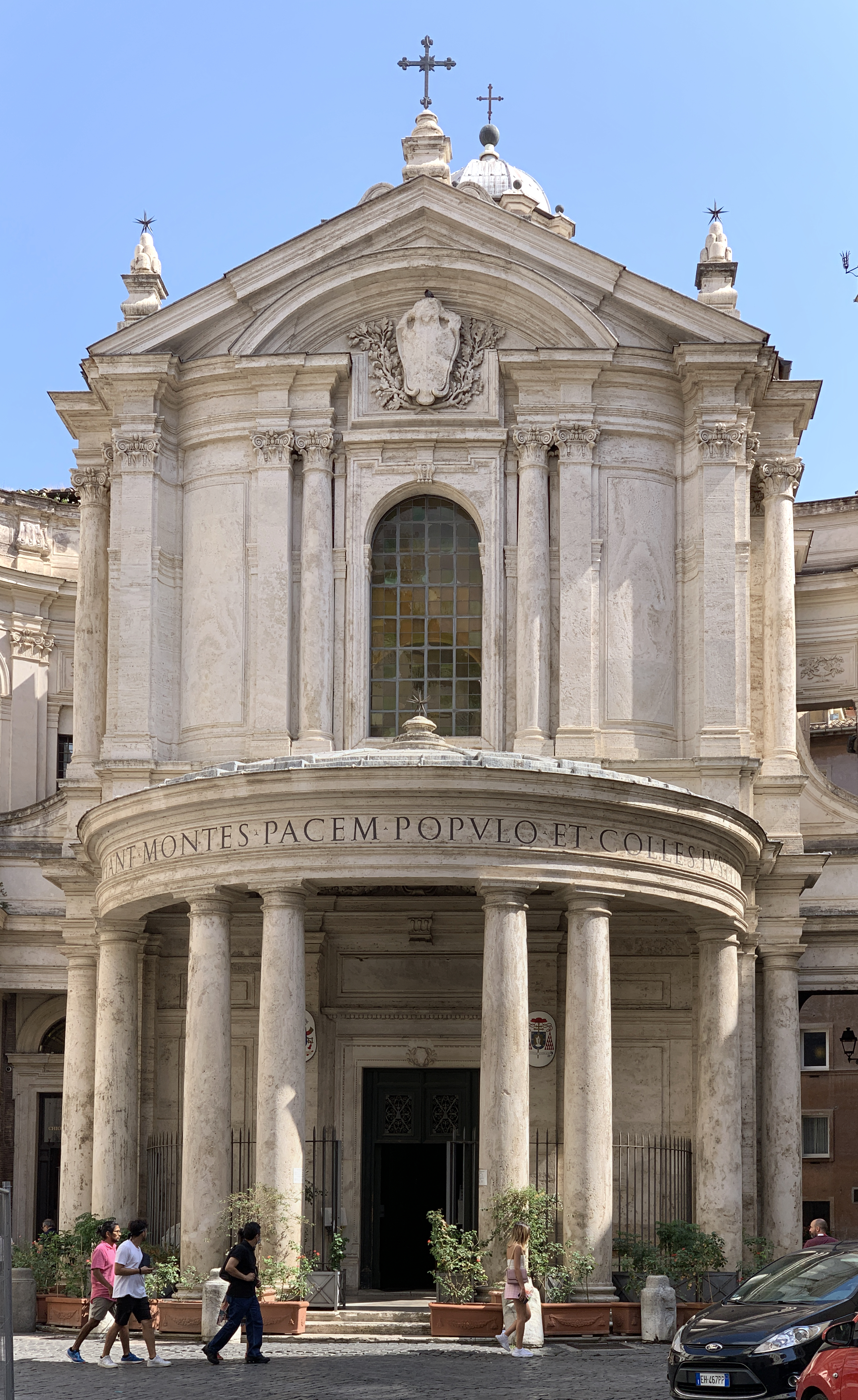
Церковь Санта-Мария-делла-Паче 1655—1657.
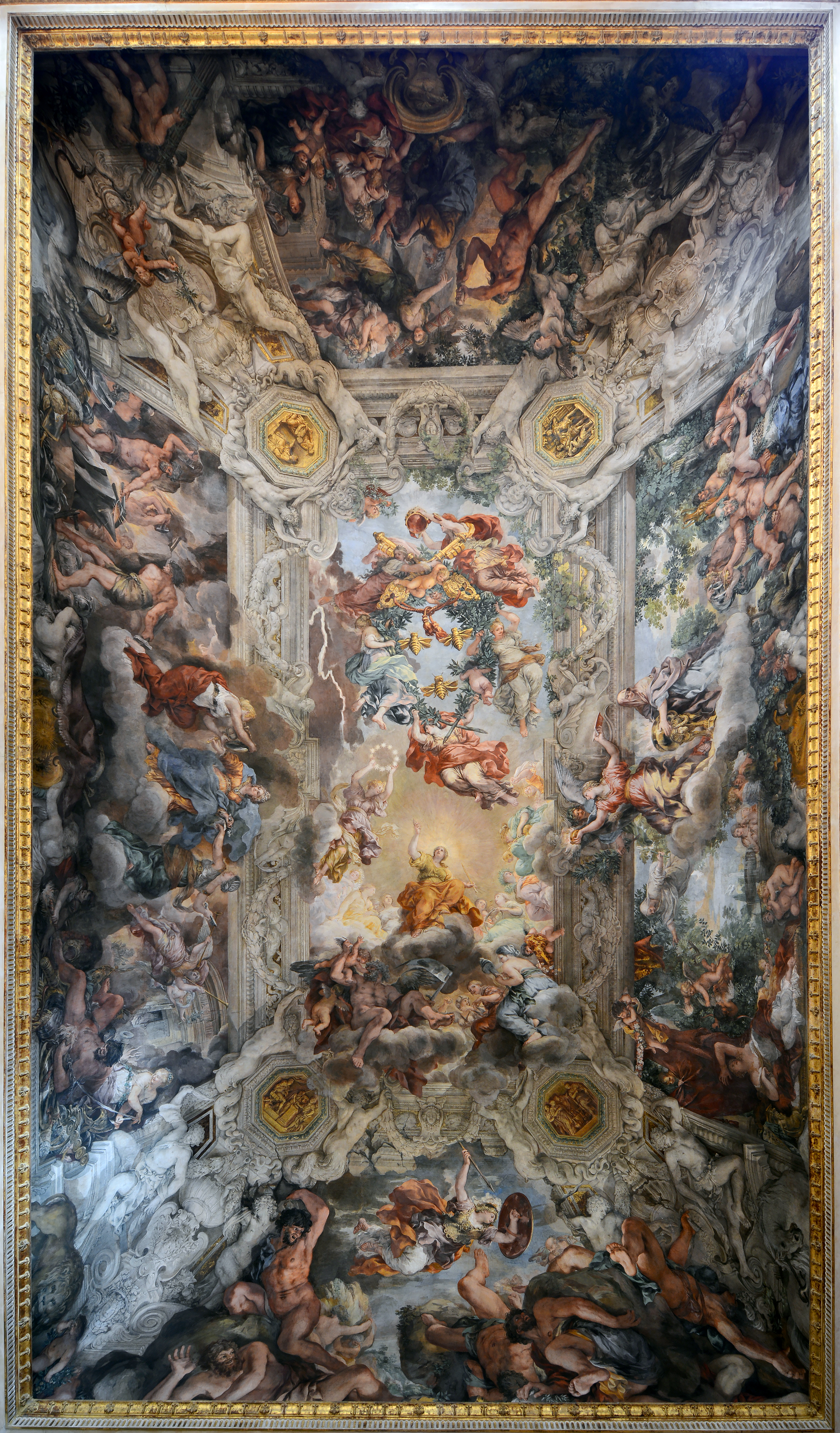
Триумф Божественного Провидения и силы Барберини. Роспись плафона Большого зала. 1639. Палаццо Барберини, Рим
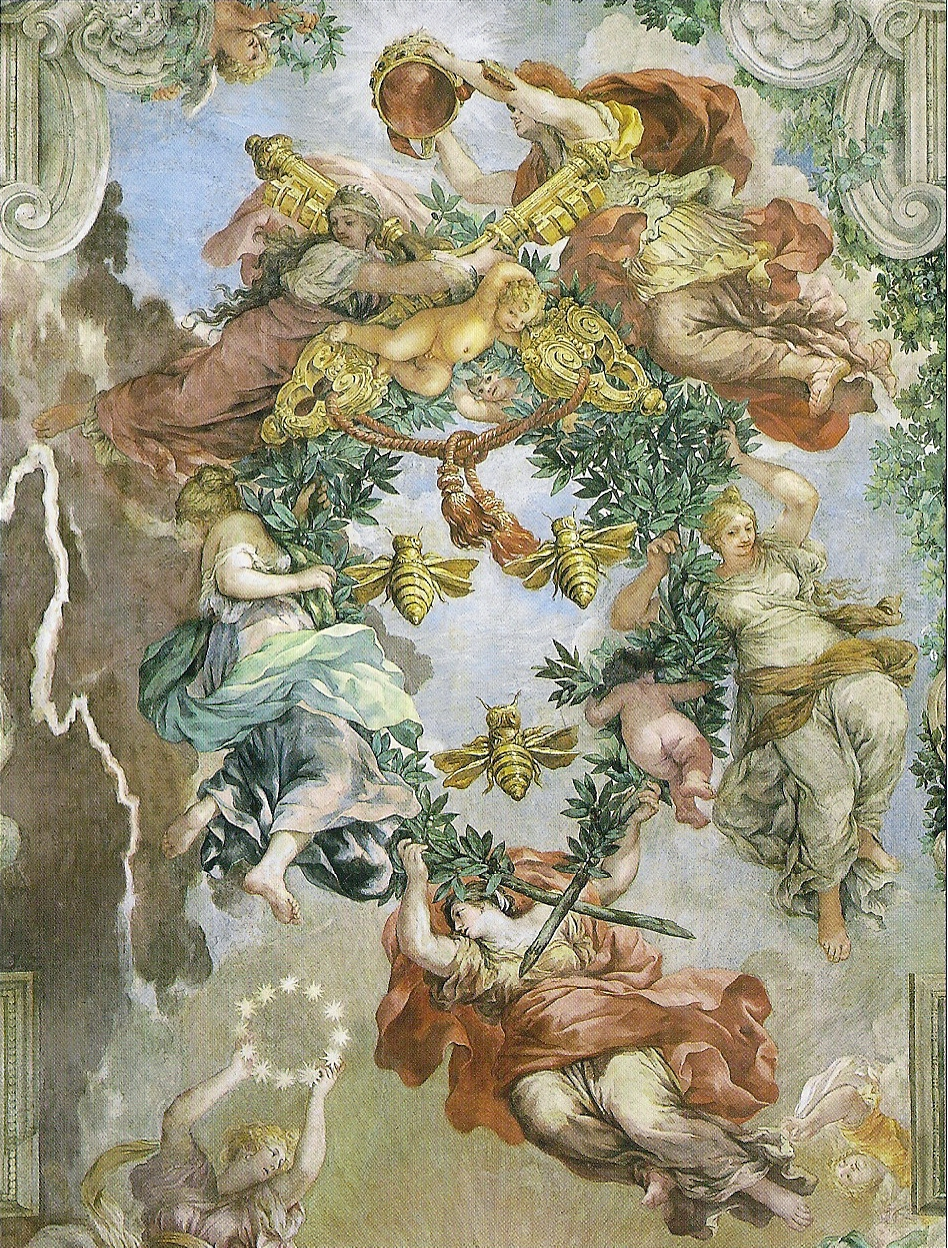
Триумф Божественного Провидения и силы Барберини. Деталь росписи
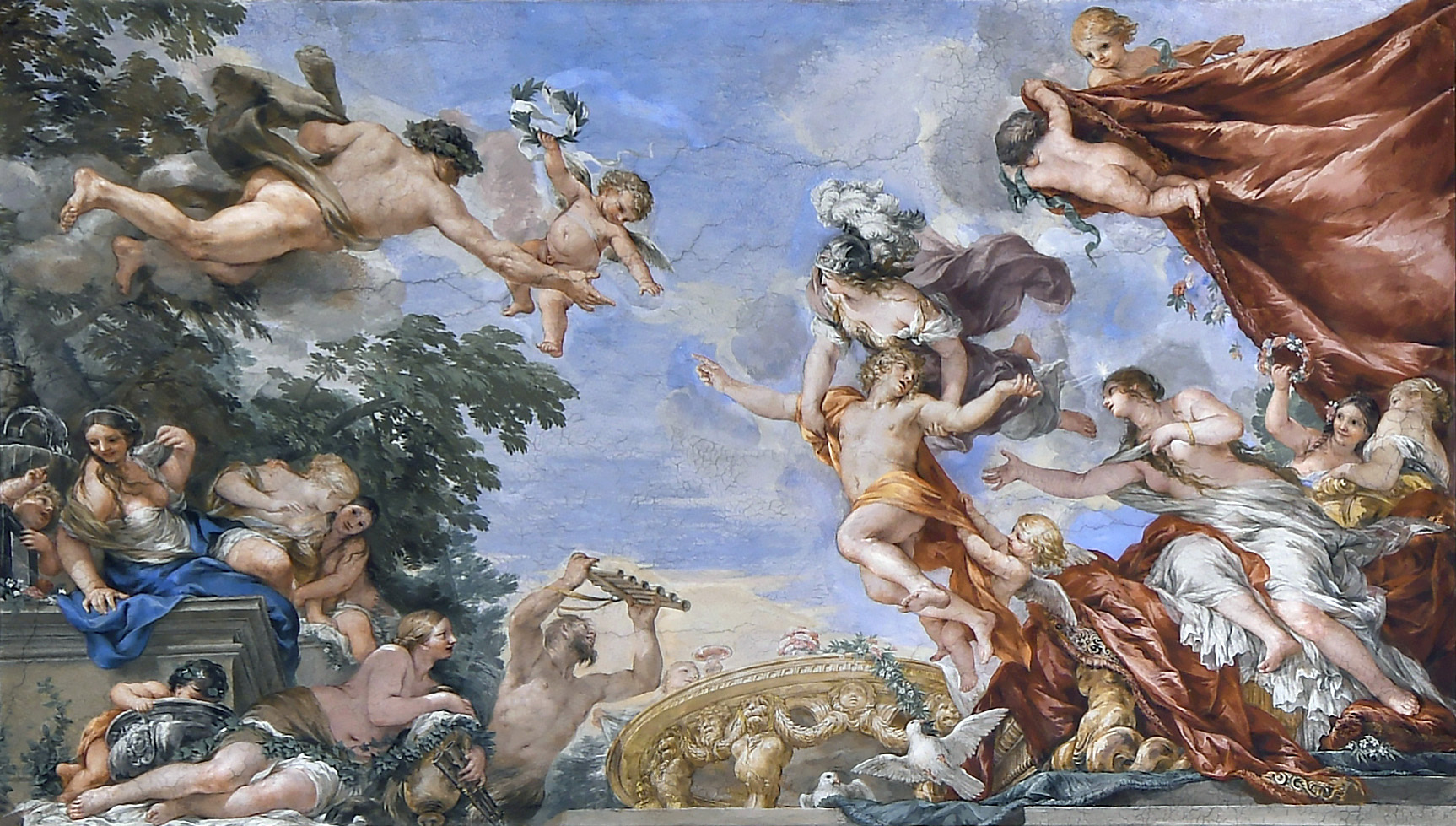
Роспись плафона Зала Венеры. 1643—1647. Палаццо Питти, Флоренция
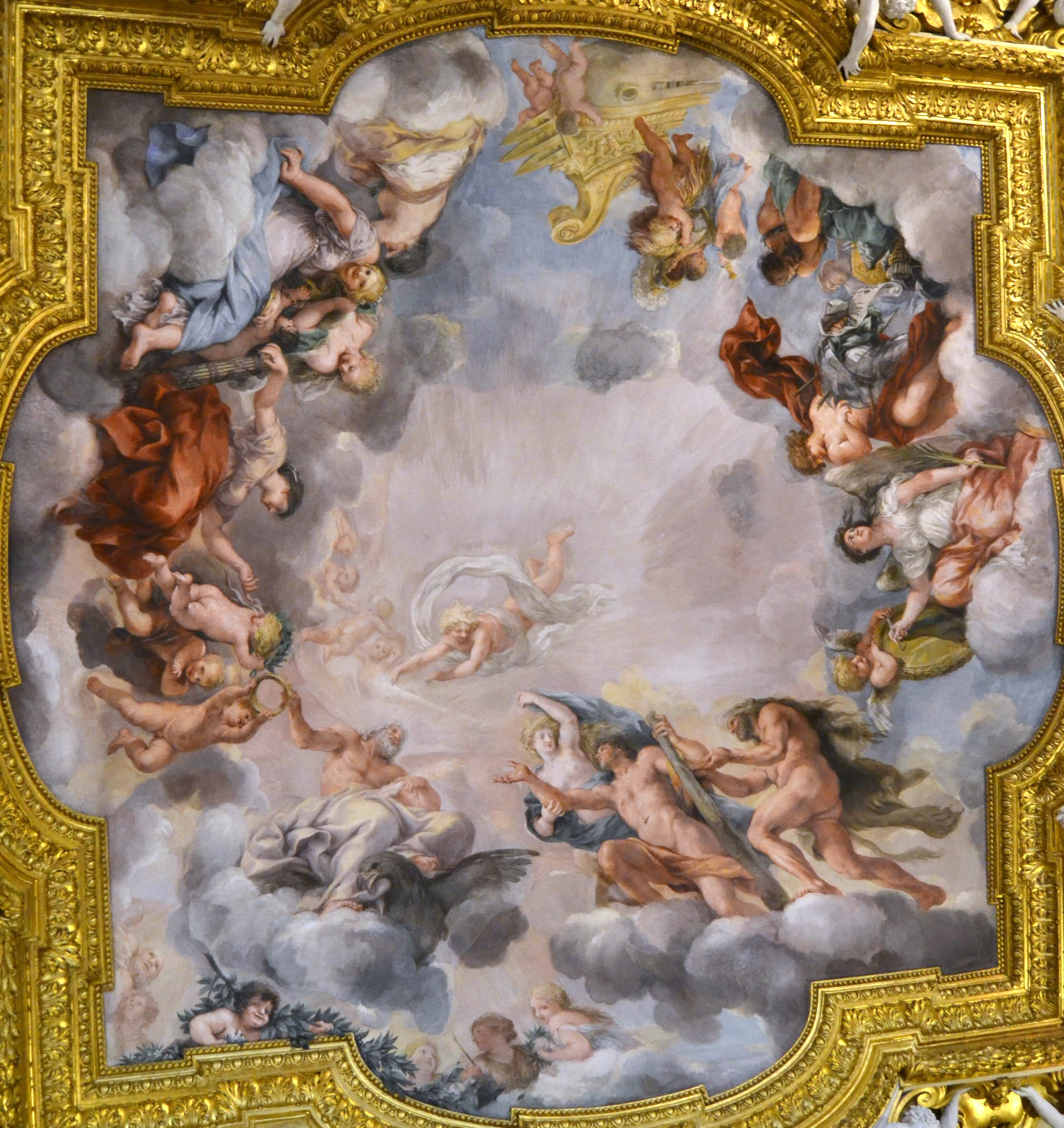
Роспись зала Юпитера. Палаццо Питти, Флоренция
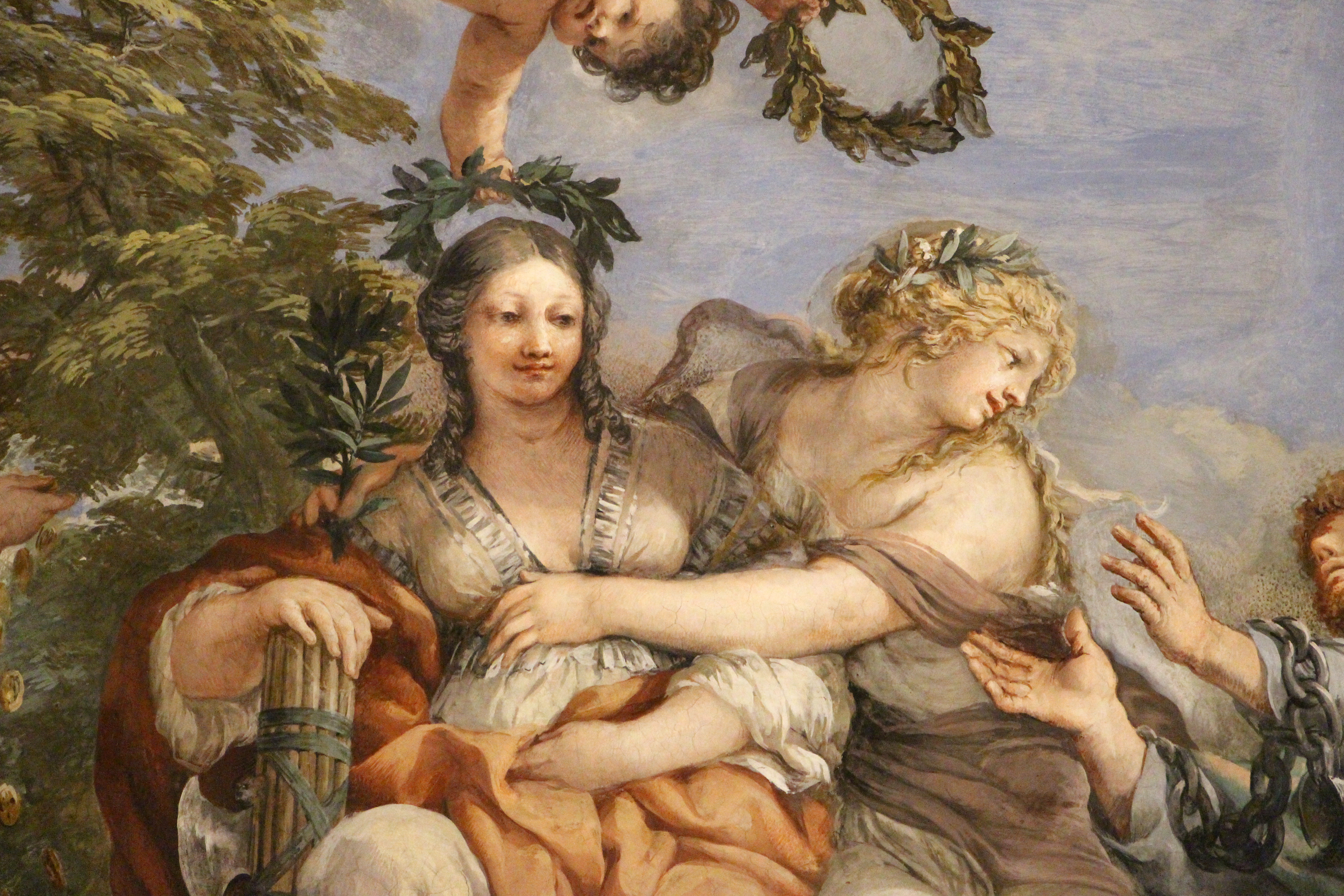
Роспись Зала Марса. Деталь. Палаццо Питти, Флоренция
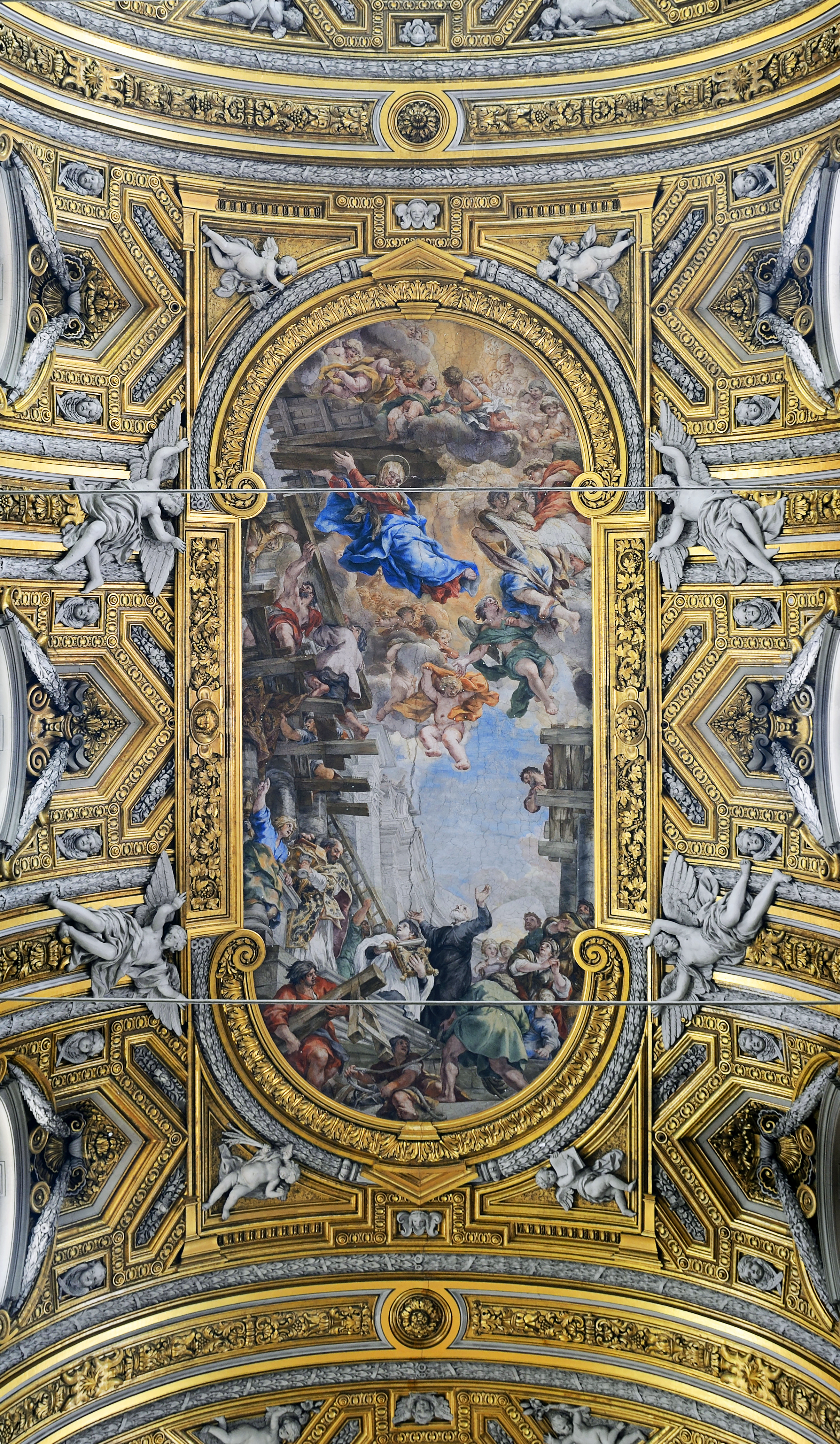
Видение Святого Филиппа Нери. 1664—1665. Роспись плафона церкви Санта-Мария-ин-Валичелла, Рим
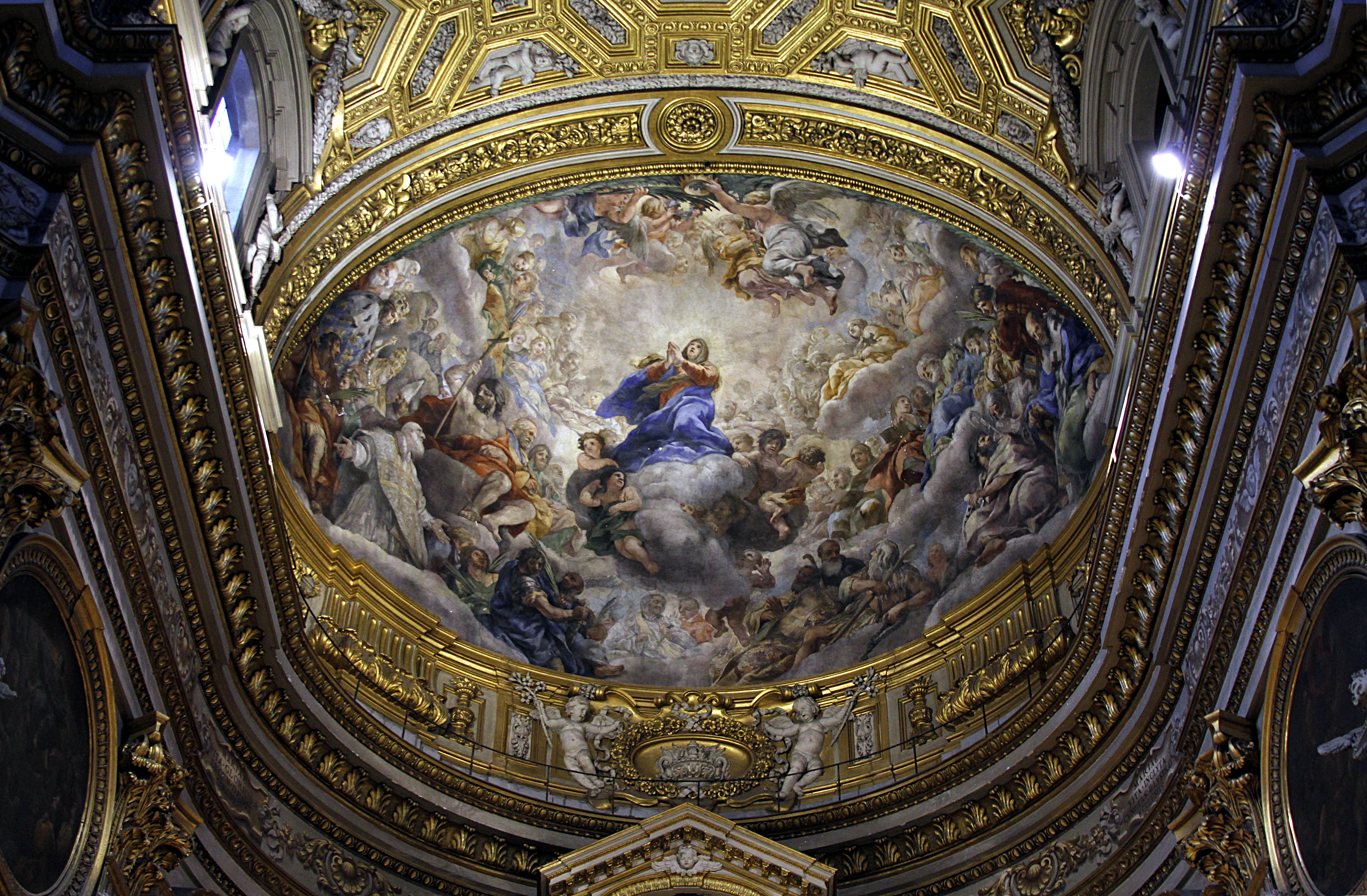
Вознесение Девы Марии. Фреска конхи апсиды церкви Санта-Мария-ин-Валичелла, Рим
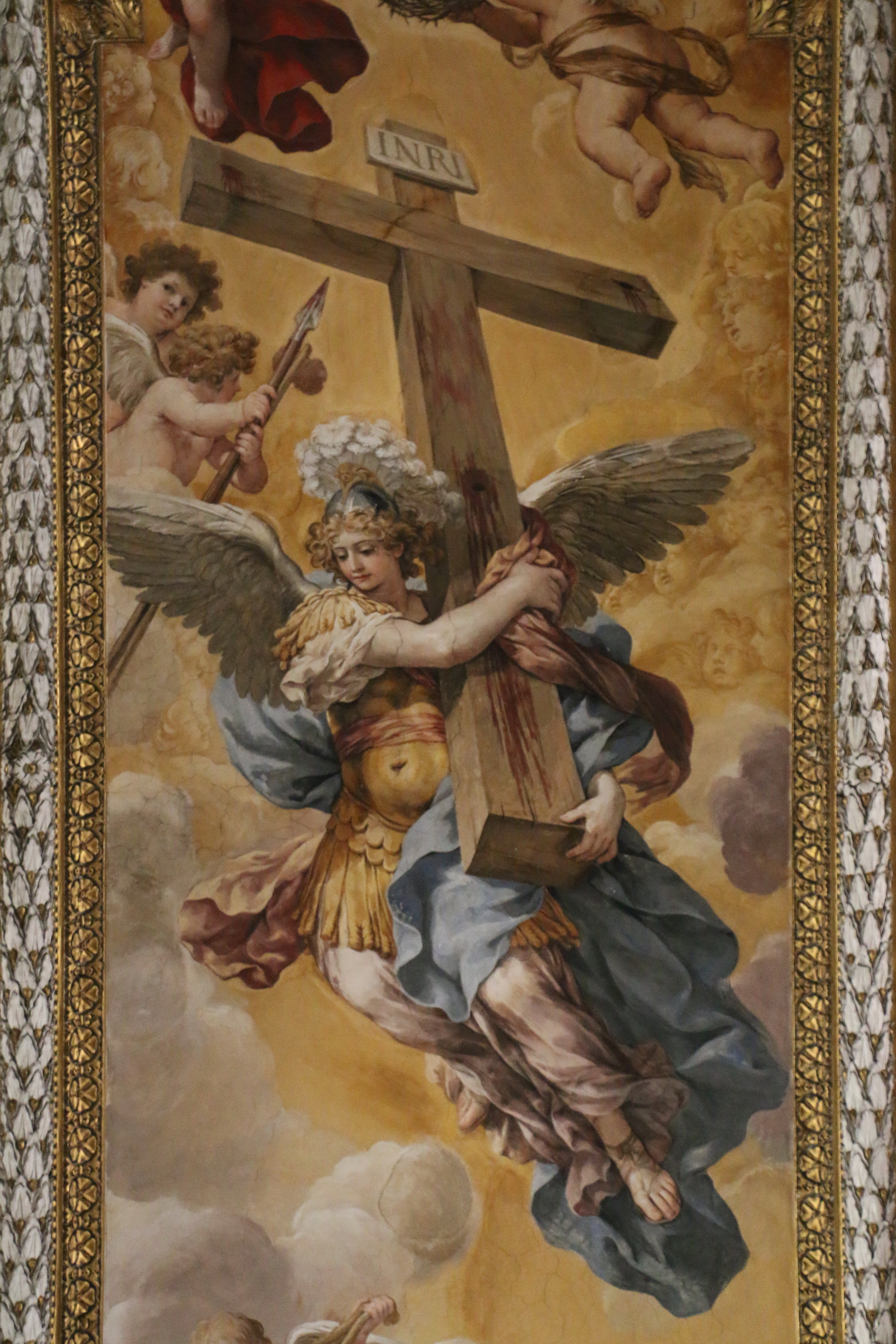
Орудия Страстей. Деталь росписи купола «Христос, демонстрирующий Орудия Страстей Богу Отцу». Церковь Санта-Мария-ин-Валичелла, Рим

В Риме Пьетро да Кортона создавал большие живописные композиции на мифологические и исторические сюжеты, в том числе в батальном жанре для коллекции Марчелло Саккетти, но более всего известны циклы фресок, многие из которых представляли собой «квадратуры» — композиционный приём декоративной росписи стен и плафонов, создающий иллюзию продолжения архитектуры в воображаемом пространстве.
В 1633 году папа Урбан VIII (Маффео Барберини) заказал Кортоне росписи семейного дворца: Палаццо Барберини. Весь цикл был завершён шестью годами позже, после визита Кортона в северную Италию, где он воочию увидел «перспективные росписи» Паоло Веронезе и цветовую палитру Тициана.
Большой овальный зал на первом этаже Палаццо Барберини оформлен росписями в период 1633—1639 годов. Пьетро да Кортона написал фреску плафона Большого зала на тему «Триумф Божественного Провидения и силы Барберини» (Allegoria della Divina Provvidenza e del Potere Barberini) в иллюзорном, типично барочном жанре «перспектива снизу вверх (под потолок)» (итал.  prospettiva di sotto in su) — воплощение художественной программы эпохи контррерформации. Центральная часть росписи прославляет царствование Урбана VIII в наполненном аллегорическими фигурами и гербами семьи Барберини живописном пространстве. Огромная роспись, занимающая собой весь потолок зала, знаменует собой один из поворотных моментов в монументальной живописи эпохи барокко.
После росписи Галереи Палаццо Фарнезе, выполненной Карраччи, Пьетро да Кортона стал создателем нового типа монументальной барочной росписи со словно прорывающим все преграды, устремлённым ввысь небесным пространством, врывающимися в архитектуру облаками, парящими в них аллегорическими фигурами, героями мифов, Священного писания. Все они словно плывут по небу в окружении рассеянного золотящегося света. Религиозный сюжет сочетается с идеей прославления папы Барберини как главы католической церкви и учёного, а также славного рода Барберини. Поэтому в роспись введены элементы геральдической символики в виде изображения пчёл с расправленными крыльями.
За эту грандиозную работу Пьетро да Кортона был удостоен звания князя римской Академии Святого Луки, почётного звания, утвердившего его в положении первого художника Рима. Помимо росписей Палаццо Барберини в Риме, Пьетро да Кортона расписывал комнаты Палаццо Питти во Флоренции (1643—1647), фрески на темы истории Святого Филиппо Нери в церкви Санта-Мария-ин-Валичелла в Риме и, наконец, истории Энея в галерее Палаццо Памфили на Пьяцца Навона в Риме.
Жермен Базен писал о росписях Палаццо Барберини в Риме и Палаццо Питти во Флоренции, что в них художник «с наибольшей полнотой воплотил joie de vivre искусства барокко. Отличающая искусство Пьетро да Кортона мощь живописной стихии, обращение к светоносному, праздничному колориту венецианской живописи дают основание назвать этого мастера итальянским Рубенсом».
Самое известное произведение художника в станковой живописи на мифологический сюжет — «Похищение сабинянок» (1630—1631) было создано по заказу покровителя художника — римского мецената Марчелло Саккетти. Классицистически чётко продуманная композиция сочетается в нём с бурной, театрализованной экспрессией, предельной насыщенностью фигурами иллюзорного изобразительного пространства. Положения фигур отчасти заимствованы из произведений Джованни Лоренцо Бернини и Рубенса, но, скорее, из античной скульптуры. Так, Ж. Базен отмечал, что при всей близости к Рубенсу «даже в самых барочных» картинах Кортоны, в «таких как Похищение сабинянок или Битва Константина, движение строится вдоль плоскости холста; при этом сливающиеся в мощном движении фигуры сохраняют — в полном соответствии с художественными принципами итальянской школы — свою пластическую определённость, словно высеченные резцом скульптора». По заказу Джулио Саккетти Пьетро да Кортона между 1644 и 1650 годами создал ещё один шедевр: картину «Битва Александра и Дария».

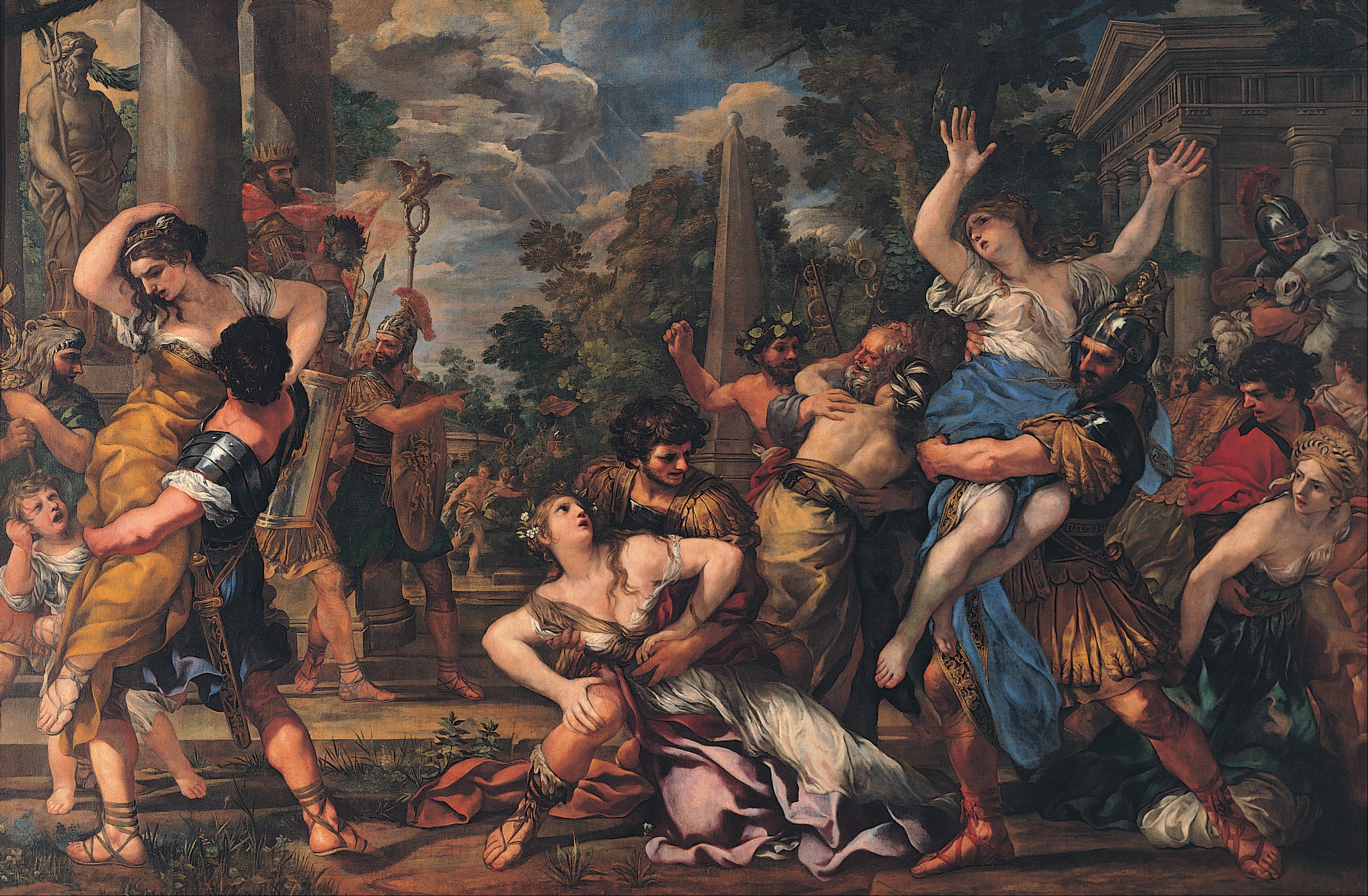
Похищение сабинянок. 1630—1631. Холст, масло. Капитолийские музеи, Рим
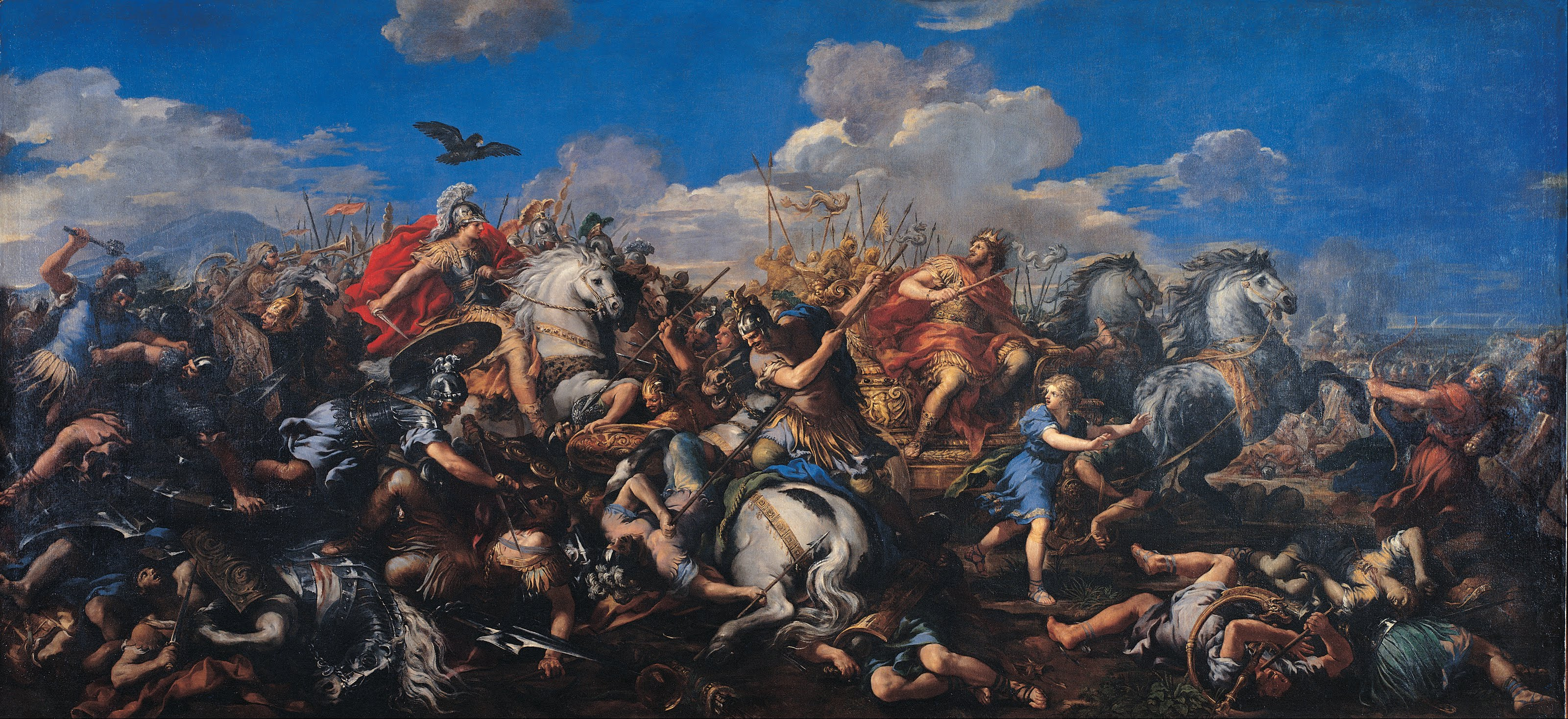
Битва Александра и Дария. 644—1650. Холст, масло. Капитолийские музеи, Рим
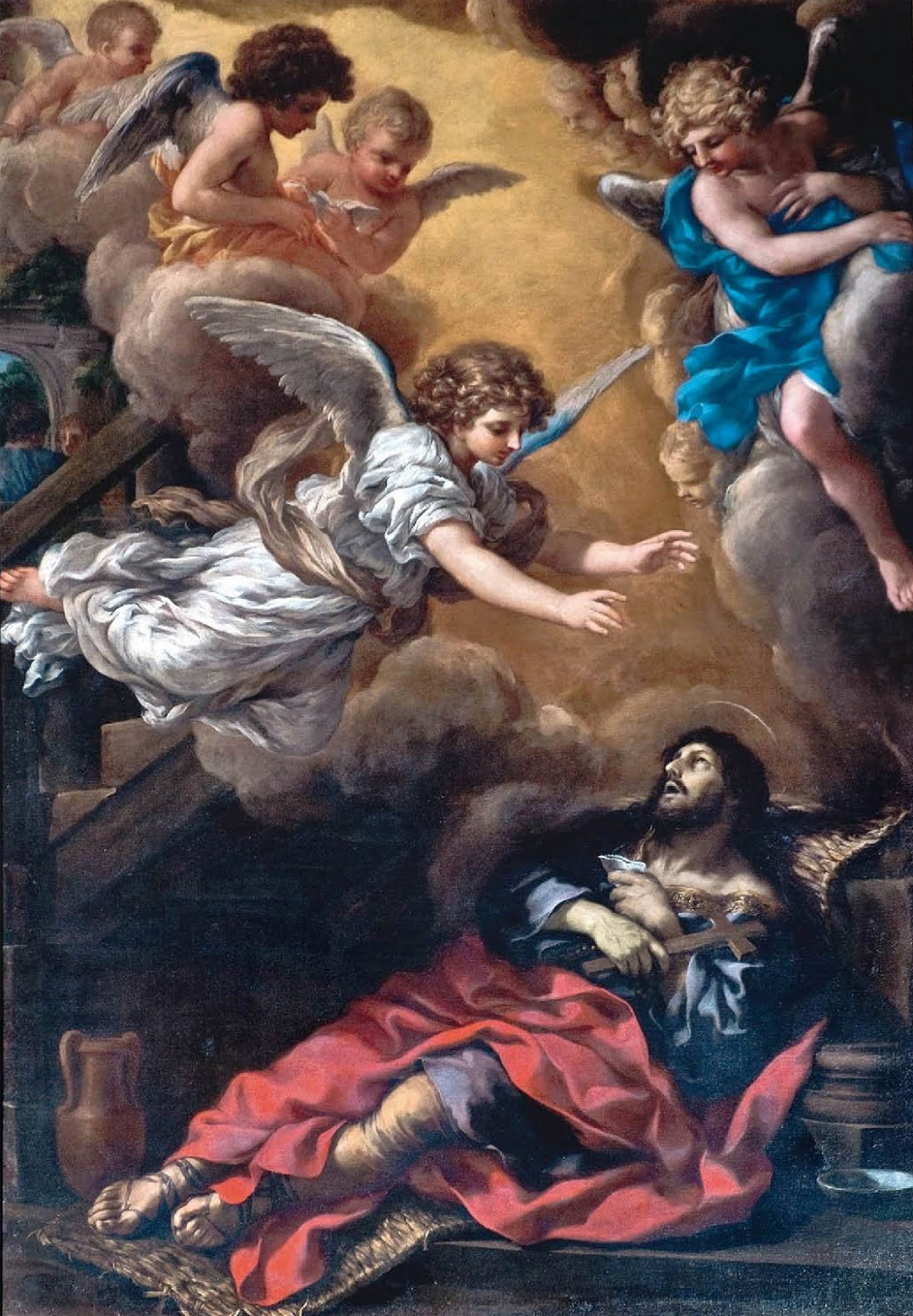
Смерть святого Алессия. 1638. Холст, масло. Музей Джироламини, Неаполь
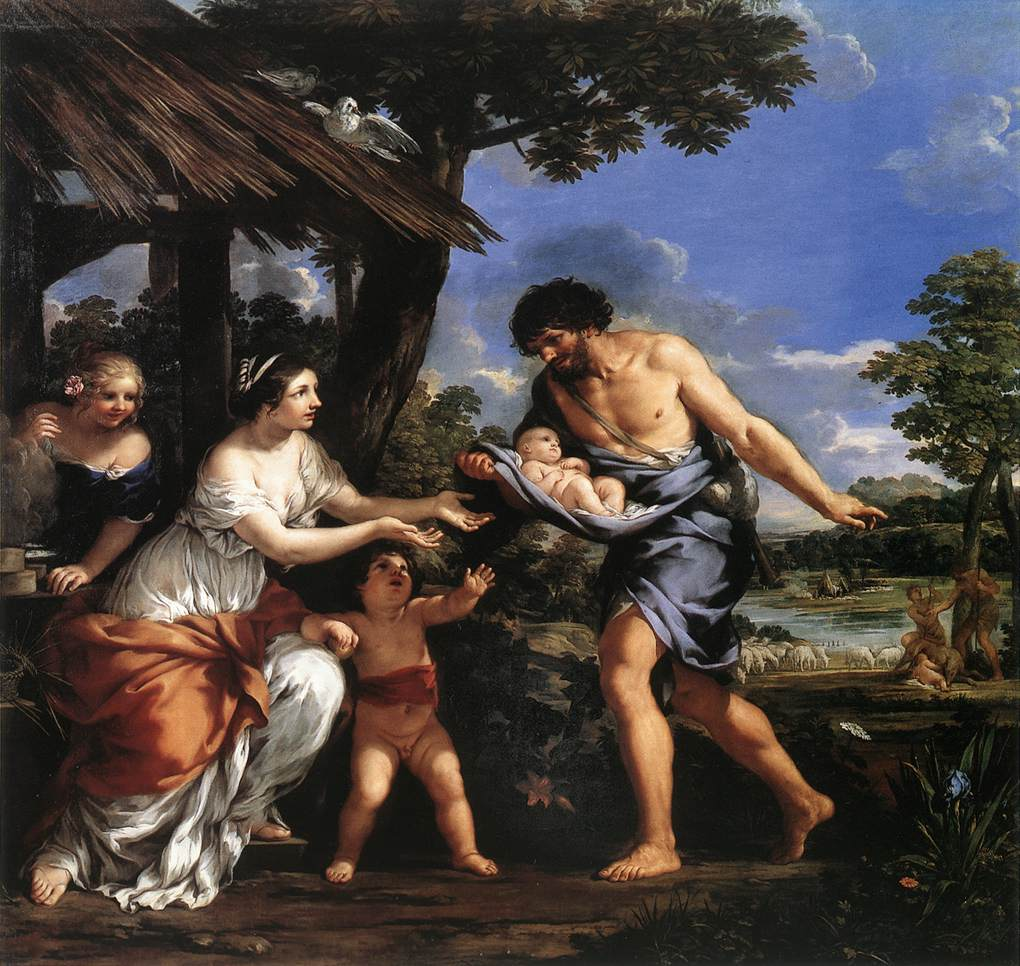
Нахождение Ромула и Рема. 1643. Холст, масло. Лувр, Париж
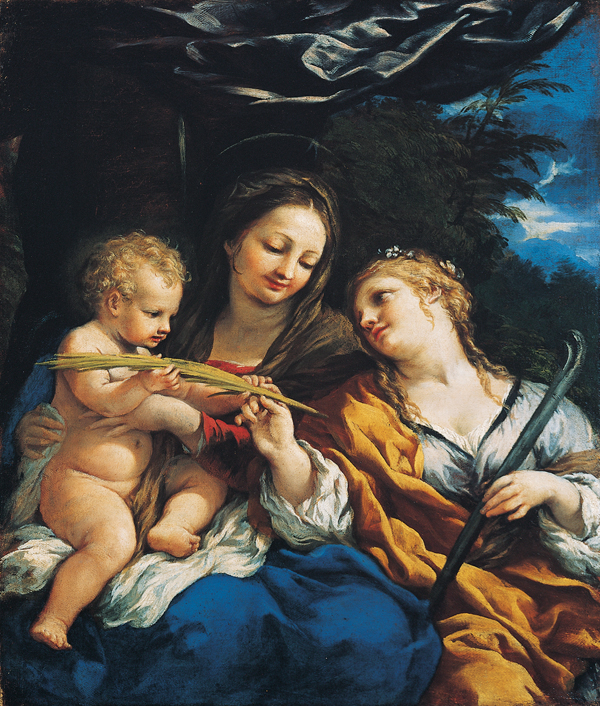
Мадонна с Младенцем и Святая Мартина. Ок. 1645 г. Холст, масло. Кимбельский художественный музей, Техас. США
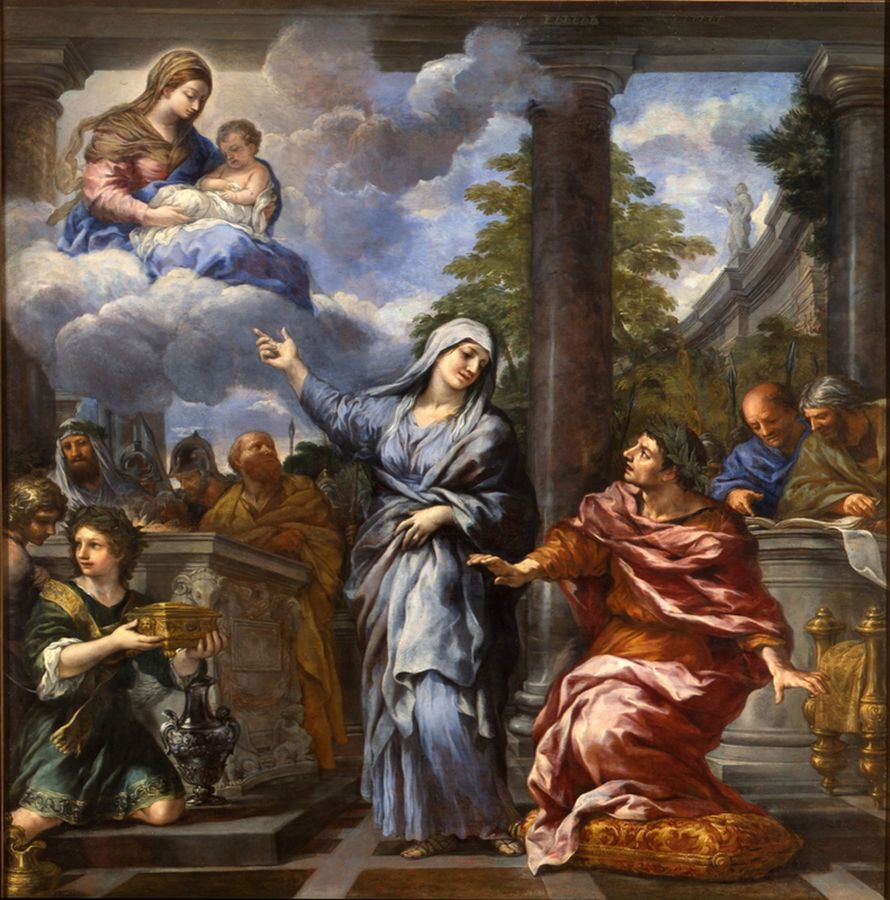
Тибуртинская сивилла возвещает Августу о рождении Христа. 1660. Холст, масло. Музей изобразительного искусства Нанси

Не менее характерна картина «Нахождение Ромула и Рема» (1643), полная светотеневых эффектов. Сюжеты об основании Вечного города высоко ценились просвещённой римской аристократией, искавшей подтверждения древности своего происхождения. Реминисценции чувственной красоты античного искусства всегда играли большую роль в творчестве художника («Жертвоприношение Диане», Национальная галерея старого искусства, Рим). Среди лучших живописных произведений художника картина — «Мадонна со святыми» (1626—1628, Кортона, Музей этрусской истории). Картина была выполнена по заказу семейства Пассерини и отражает символику духовно-рыцарских орденов, принадлежностью к которой гордились представители этого знатного рода.
По оригиналам Пьетро да Кортоны на шпалерной мануфактуре Барберини в Риме были созданы серии ковров «История Александра Великого» и «Из жизни папы Урбана VIII».

## Теория

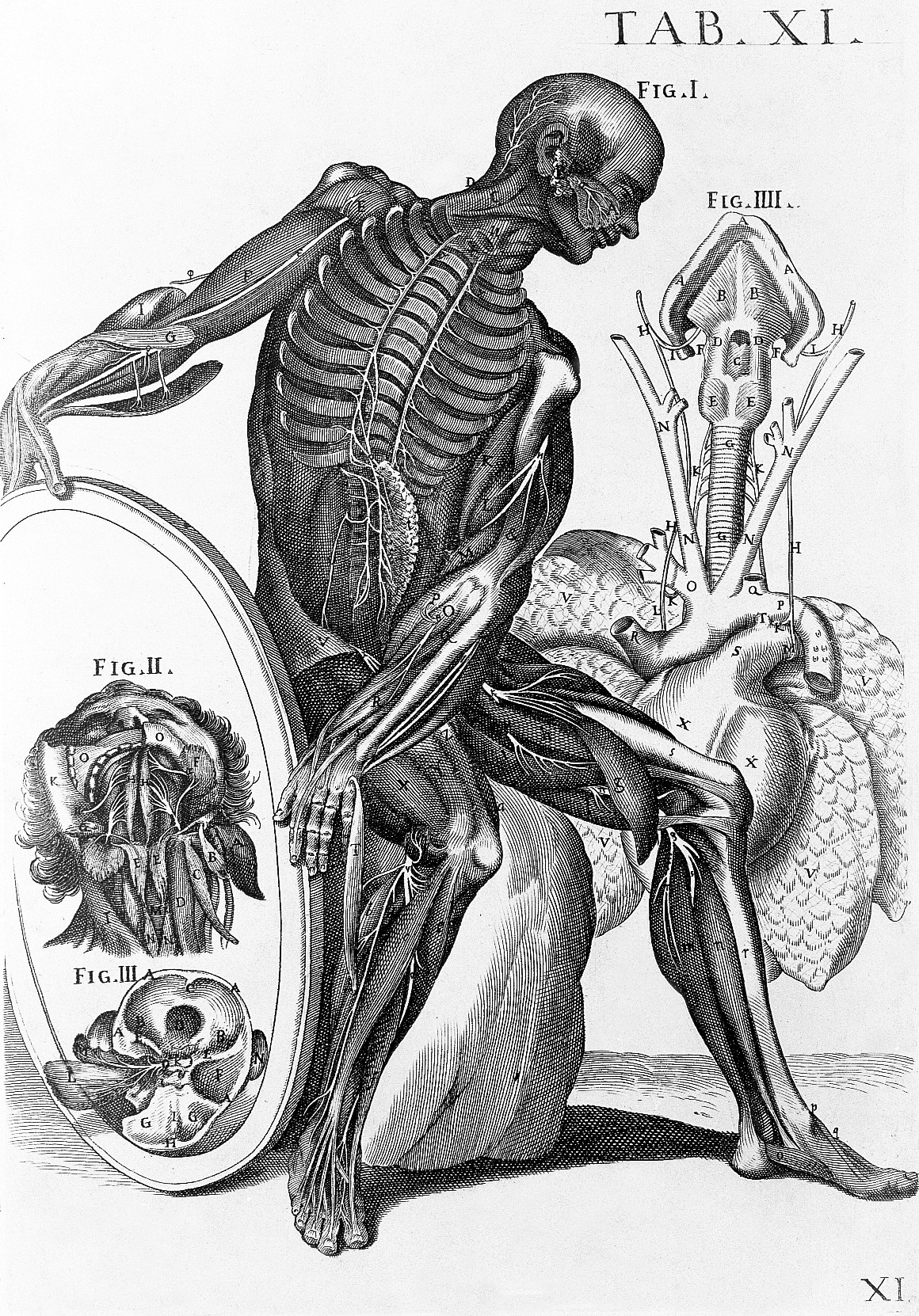
Гравюра издания «Tabulae Anatomicae». Tab. XI. 1741

Прежде чем стать знаменитым архитектором, Пьетро создавал анатомические рисунки фигуры человека, которые были награвированы и опубликованы только через сто лет после его смерти в 1741 году. В настоящее время считается, что гравюры альбома «Tabulae anatomicae» были начаты примерно в 1618 году. Необычные положения фигур «экорше» соответствуют стилю изображения других художников-анатомов эпохи Возрождения и барокко, хотя нигде такой подход не нашёл более полного выражения, чем у Кортоны.
В 1652 году во Флоренции был опубликован «Трактат о живописи и скульптуре: их использовании злоупотреблении ими» (Trattato della pittura e scultura: uso et abuso loro), написанный иезуитом отцом Джованни Доменико Оттонелли (1584—1670) вместе с Пьетро да Кортона. Имена двух авторов на титульном листе анаграмматически закодированы: «Britio Prenetteri» вместо Pietro Berrettini. В трактате Пьетро да Кортона изложил свои идеи об искусстве, методе работы художника, в том числе о роли подготовительных рисунков в архитектуре и живописи. Книгу вскоре назвали «Манифестом барокко» (Il Manifesto del Barocco).